# Tranesvågen
Tranesvågen est une localité du comté de Nordland, en Norvège.

## Géographie
Administrativement, Tranesvågen fait partie de la kommune d'Andøy.